# Герасименко Василь Дементійович
Василь Дементійович Герасименко (1 січня 1902, село Нестоїта, тепер Куяльницької сільської громади Подільського району Одеської області — ?) — молдавський радянський діяч, голова виконавчого комітету Оргіївської повітової та міської рад депутатів трудящих, голова виконавчого комітету Бельцької міської ради депутатів трудящих Молдавської РСР. Член ЦК КП(б) Молдавії в 1941—1954 роках. Депутат Верховної Ради Молдавської РСР 1—3-го скликань.

## Біографія
Народився в селянській родині. З 1916 до 1929 року працював у сільському господарстві батька, був касиром товариства спільного обробітку землі, головою зернового товариства.
З 1929 року — курсант Тираспольської радпартшколи. Освіта середня.
Член ВКП(б) з 1930 року.
У 1930-х роках — секретар партійного осередку КП(б)У села Тернівки Тираспольського району; партійний організатор колгоспу імені Сталіна в селі Спея Тираспольського району; голова колгоспу «Лучаферул рош» села Токмазея Тираспольського району; заступник голови Тираспольської міської ради; голова Організаційного комітету Президії Верховної ради Молдавської АРСР по Тираспольському району; голова виконавчого комітету Тираспольської районної ради депутатів трудящих Молдавської АРСР.
У 1940 — липні 1941 року — голова виконавчого комітету Оргіївської повітової ради депутатів трудящих Молдавської РСР.
З липня 1941 до лютого 1944 року перебував на політичній роботі в Червоній армії, учасник німецько-радянської війни. Був парторгом (партійним організатором) 9-го окремого батальйону зв'язку та 50-го полку протиповітряної оборони залізничних ешелонів. Воював на Південному та Калінінському фронтах.
У 1944—1953 роках — голова виконавчого комітету Оргіївської повітової ради депутатів трудящих; голова виконавчого комітету Оргіївської міської ради депутатів трудящих; голова виконавчого комітету Бельцької міської ради депутатів трудящих.
У 1953 році — заступник завідувача відділу партійних, профспілкових і комсомольських органів Бельцького окружного комітету КП Молдавії.
У 1953—1957 роках — заступник міністра соціального забезпечення Молдавської РСР.
З 1958 року — персональний пенсіонер.

## Звання
- капітан

## Нагороди
- орден Вітчизняної війни І ст. (.01.1945)
- орден Червоної Зірки (31.08.1944)
- орден «Знак Пошани» (30.12.1935)
- медаль «За перемогу над Німеччиною у Великій Вітчизняній війні 1941—1945 рр.» (1945)
- медалі